# Schorberg und Scheldköpfchen
Das Naturschutzgebiet Schorberg und Scheldköpfchen liegt im Landkreis Ahrweiler in Rheinland-Pfalz. Das etwa 56 ha große Gebiet, das im Jahr 1988 unter Naturschutz gestellt wurde, erstreckt sich westlich der Ortsgemeinde Brenk. Nördlich verläuft die Landesstraße L 111, westlich die L 83 und südlich verläuft die B 412.
Schutzzweck ist die Erhaltung des Schorbergs und des Scheldköpfchens aus naturgeschichtlichen und landeskundlichen Gründen wegen ihrer geologischen Beschaffenheit, als Lebensraum seltener in ihrem Bestand bedrohter wildwachsender Pflanzenarten und Pflanzengesellschaften, wegen ihrer besonderen landschaftlichen Schönheit und Eigenart und aus wissenschaftlichen Gründen.